# Cteniscus scalaris
Cteniscus scalaris är en stekelart som först beskrevs av Johann Ludwig Christian Gravenhorst 1829.  Cteniscus scalaris ingår i släktet Cteniscus och familjen brokparasitsteklar. Arten är reproducerande i Sverige. Inga underarter finns listade i Catalogue of Life.